# لويس رويو
لويس رويو (بالإسبانية: Luis Royo؛ مواليد 1954) هو فنان اسباني. يشتهر برسومه التوضيحية للفنتازيا المنشورة في العديد من الكتب الفنية والمجلات مثل هيفي ميتال والعديد من الوسائط الأخرى بما في ذلك أغلفة الكتب والأقراص الموسيقية وألعاب الفيديو وأوراق التاروت.
بدأ حياته المهنية كمصمم أثاث، وانجذب إلى صناعة القصص المصورة في أواخر السبعينيات من خلال أعمال فنانين مثل أنكي بلال وجان جيرو، وفي عام 1979 تحول إلى الفن كمهنة بدوام كامل.

## وصلات خارجية
- الموقع الرسمي للويس رويو
- لويس رويو  على قاعدة بيانات الخيال التأملي على الإنترنت
- لويس رويو في قاعدة بيانات الخيال التأملي على الإنترنت
- جائزة إنكبوت
- أفضل الرسوم التوضيحية: لويس رويو باللغة الإسبانية
- لويس رويو في موسوعة أراغون الكبرى